# Juan Ramón Rocha
Juan Ramón Rocha (Santo Tomé, Corrientes, 8 de marzo de 1954) es un entrenador de fútbol argentino afincado en Grecia desde 1979. Jugó profesionalmente en Argentina, Colombia y Grecia. Integró también la selección nacional de su país.

## Trayectoria

### Como jugador
Formado en el club Avanti Hermandad de la localidad correntina de Santo Tomé, en enero de 1971 fue reclutado por Newell's Old Boys. En ese equipo haría su debut como profesional. Fue miembro del plantel que obtuvo el título en el Campeonato Metropolitano 1974.
En abril de 1975 viajó a Grecia con la intención de incorporarse al Panathinaikos. Sin embargo, como el equipo tenía ya cubierto su cupo para jugadores extranjeros, Rocha fue registrado como un ciudadano griego nacido en la Argentina como hijo de Giorgos Boublis. La situación derivó en una investigación y un escándalo, que obligó a Rocha a retornar a su país en septiembre de aquel año sin haber podido debutar oficialmente en el club ateniense.
En junio de 1978 fue cedido por Newell's Old Boys al equipo colombiano Junior de Barranquilla, pero al año siguiente fue repatriado por Boca Juniors por pedido del entrenador Juan Carlos Lorenzo. Disputó la Copa Libertadores 1979, donde su equipo perdió en la final ante Olimpia.
En diciembre de 1979 se unió nuevamente al Panathinaikos, esta vez usando su apellido original y ocupando una ficha de extranjero. Jugó en ese equipo hasta 1989, convirtiéndose en una figura emblemática, ya que participó de la conquista de dos ediciones del campeonato local (1983-84 y 1985-86) y cinco de la Copa de Grecia (1982, 1984, 1986, 1988 y 1989).
Su última experiencia como jugador profesional fue con el Paniliakos de la cuarta división helénica, donde también ofició como entrenador-jugador.

### Como entrenador
Rocha se desempeñó como entrenador de diversos clubes griegos, siendo su mando del Panathinaikos entre marzo de 1994 y octubre de 1996 su periodo más exitoso, ya que su equipo ganaría el campeonato local en dos oportunidades (1994-95 y 1995-96) y se agenciaría la Copa de Grecia en 1995.
En 2006 se hizo cargo de la conducción del Olympiakos Nicosia FC de Chipre.
Entre julio de 2009 y noviembre de 2012 fue entrenador del equipo de reserva del Panathinaikos, haciéndose cargo del primer equipo luego de la renuncia de Jesualdo Ferreira.
En 2017 volvió a dejar Grecia para dirigir al Ruch Chorzów de la I Liga de Polonia.

## Selección nacional
Rocha fue miembro de la selección fantasma que en septiembre de 1973 venció a Bolivia en La Paz, en un partido correspondiente a la clasificación de Conmebol para la Copa Mundial de Fútbol de 1974.
Al año siguiente disputó el Campeonato Sudamericano Sub-20 de 1974, siendo uno de los cinco jugadores de la convocatoria original que no fue descalificado por violar la normativa relativa al límite de edad.
Volvió a jugar con la selección mayor en 1977 con vistas a integrar el equipo definitivo que jugaría la Copa Mundial de Fútbol de 1978, pero, unos meses antes de que iniciara el torneo, el enternador César Luis Menotti terminó por apartarlo de la escuadra. 

## Clubes

### Como jugador
| Club                   | País      | Año       |
| ---------------------- | --------- | --------- |
| Newell's Old Boys      | Argentina | 1971-1978 |
| Junior de Barranquilla | Colombia  | 1978      |
| Boca Juniors           | Argentina | 1979      |
| Panathinaikos          | Grecia    | 1979-1989 |
| Paniliakos             | Grecia    | 1989-1990 |

### Como entrenador
| Club                  | País    | Año           |
| --------------------- | ------- | ------------- |
| Paniliakos            | Grecia  | 1989-1990     |
| Ilisiakos F.C.        | Grecia  | 1990-1991     |
| Kalamata FC           | Grecia  | 1991-1992     |
| Panathinaikos         | Grecia  | 1994-1996     |
| Aris Salónica         | Grecia  | 1997          |
| Panathinaikos         | Grecia  | 1999          |
| Skoda Xanthi          | Grecia  | 2001          |
| Ilisiakos F.C.        | Grecia  | 2005-2006     |
| Olympiakos Nicosia FC | Chipre  | 2006-2007     |
| Panathinaikos         | Grecia  | 2012-2013     |
| Ruch Chorzów          | Polonia | 2017-2018     |
| Thesprotos FC         | Grecia  | 2019-presente |